# مارشال (فیلم)
مارشال (انگلیسی: Marshall) یک فیلم است که در سال ۲۰۱۷ منتشر شد. از بازیگران آن می‌توان به چادویک بوزمن اشاره کرد.